# Heliocheilus pallida
Heliocheilus pallida là một loài bướm đêm thuộc họ Noctuidae. Nó được tìm thấy ở Lãnh thổ Thủ đô Úc, New South Wales, Bắc Úc, Queensland, Nam Úc và Tây Úc.
Ấu trùng được ghi nhận ăn the seedheads của Dichantium tenuiculum.